# Chelsea Carey
Pour les articles homonymes, voir Carey.
Chelsea Carey, née le 12 septembre 1984 à Winnipeg, est une curleuse canadienne.
Elle termine quatrième au Championnat du monde de curling féminin 2016 et remporte le Tournoi des Cœurs Scotties la même année.